# Starovice
Starovice (in tedesco Gross Steurowitz) è un comune della Repubblica Ceca facente parte del distretto di Břeclav, in Moravia Meridionale.